# Ivan Jakovlevic Akinfiev
Ivan Jakovlevic Akinfiev (1851 - 1919) foi um botânico russo.